# Nubba
Nubba är en ort i Australien. Den ligger i kommunen Hilltops Council och delstaten New South Wales, i den sydöstra delen av landet, omkring 280 kilometer väster om delstatshuvudstaden Sydney. Antalet invånare är 282.
Runt Nubba är det mycket glesbefolkat, med 2 invånare per kvadratkilometer.. Närmaste större samhälle är Murrumburrah, omkring 12 kilometer öster om Nubba.
Trakten runt Nubba består till största delen av jordbruksmark. Genomsnittlig årsnederbörd är 875 millimeter. Den regnigaste månaden är februari, med i genomsnitt 156 mm nederbörd, och den torraste är oktober, med 36 mm nederbörd.